# Sean Maguire (football)
Pour les articles homonymes, voir Sean Maguire.
Sean Maguire, né le 1er mai 1994 à Luton (Angleterre), est un footballeur international irlandais qui évolue au poste d'attaquant à Cork City.

## Biographie

### En club
Avec le club d'Accrington Stanley, il joue 33 matchs en League Two (quatrième division anglaise), inscrivant 7 buts.
Le 26 janvier 2023, il rejoint Coventry City.
Le 29 juillet 2023, il rejoint Carlisle United.

### En équipe nationale
Il est sélectionné avec l'équipe d'Irlande des moins de 19 ans, puis avec les espoirs.
Après avoir été convoquée à deux reprises en équipe nationale par Martin O'Neill, Sean Maguire fait ses débuts internationaux le 6 octobre 2017. Il entre au cours de la deuxième mi-temps du match de qualification à la Coupe du monde 2018 contre la Moldavie. L'Irlande l'emporte deux buts à zéro et conserve alors ses chances de qualification avant le dernier match de la poule.

## Palmarès
avec Dundalk
- Championnat d'Irlande
  - Champion en 2015

avec les Sligo Rovers
- Setanta Sports Cup
  - Vainqueur en 2014

avec Cork City
- President's Cup
  - Vainqueur en 2015
- Championnat d'Irlande
  - Champion en 2017

## Éléments statistiques
| Saison                | Club                      | Championnat           | Championnat | Championnat | Coupe(s) nationale(s) | Coupe(s) nationale(s) | Compétition(s) continentale(s) | Compétition(s) continentale(s) | Compétition(s) continentale(s) | République d'Irlande | République d'Irlande | Total | Total |
| Saison                | Club                      | Division              | M.          | B.          | M.                    | B.                    | Comp.                          | M.                             | B.                             | M.                   | B.                   | M.    | B.    |
| 2011                  | Waterford United          | First Division        | 8           | 1           | 1                     | 0                     | -                              | -                              | -                              | -                    | -                    | 9     | 1     |
| 2012                  | Waterford United          | First Division        | 30          | 13          | 2                     | 0                     | -                              | -                              | -                              | -                    | -                    | 32    | 13    |
| 2013-2014             | West Ham United           | Premier League        | 0           | 0           | 0                     | 0                     | -                              | -                              | -                              | -                    | -                    | 0     | 0     |
| 2014                  | Sligo Rovers (prêt)       | Premier Division      | 18          | 1           | 5                     | 0                     | C3                             | 2                              | 0                              | -                    | -                    | 25    | 1     |
| 2014-2015             | Accrington Stanley (prêt) | League Two            | 33          | 7           | 2                     | 0                     | -                              | -                              | -                              | -                    | -                    | 35    | 7     |
| 2015                  | Dundalk FC                | Premier Division      | 6           | 0           | 5                     | 1                     | -                              | -                              | -                              | -                    | -                    | 11    | 1     |
| 2016                  | Cork City FC              | Premier Division      | 30          | 18          | 7                     | 2                     | C3                             | 6                              | 3                              | -                    | -                    | 43    | 23    |
| 2017                  | Cork City FC              | Premier Division      | 21          | 20          | 5                     | 3                     | C3                             | 4                              | 3                              | -                    | -                    | 30    | 26    |
| 2017-2018             | Preston North End         | Championship          | 24          | 10          | 1                     | 0                     | -                              | -                              | -                              | 2                    | 0                    | 27    | 10    |
| 2018-2019             | Preston North End         | Championship          | 26          | 3           | 1                     | 0                     | -                              | -                              | -                              | 4                    | 0                    | 31    | 3     |
| 2019-2020             | Preston North End         | Championship          | 44          | 5           | 1                     | 0                     | -                              | -                              | -                              | 2                    | 1                    | 47    | 6     |
| 2020-2021             | Preston North End         | Championship          | 29          | 3           | 4                     | 1                     | -                              | -                              | -                              | 3                    | 0                    | 36    | 4     |
| 2021-2022             | Preston North End         | Championship          | 26          | 1           | 5                     | 1                     | -                              | -                              | -                              | -                    | -                    | 31    | 2     |
| 2022-2023             | Preston North End         | Championship          | 10          | 0           | .                     | .                     | -                              | -                              | -                              | -                    | -                    | 10    | 0     |
| 2022-2023             | Coventry City             | Championship          | 7           | 0           | .                     | .                     | -                              | -                              | -                              | -                    | -                    | 7     | 0     |
| Total sur la carrière | Total sur la carrière     | Total sur la carrière | 298         | 82          | 26                    | 9                     | -                              | 12                             | 6                              | 11                   | 1                    | 347   | 98    |